# 香山乡 (中卫市)
香山乡，是中国宁夏回族自治区中卫市沙坡头区下辖的一个乡镇级行政单位。

## 行政区划
香山乡共辖以下地区：
景庄村、梁水园村、黄泉村、南长滩村、深井村、三眼井村、新水村和红圈村。

## 中国传统村落
2012年，南长滩村被评为首批“中国传统村落”。